# 1949年以色列制憲會議選舉
以色列制憲會議選舉舉辦於1949年1月25日，投票率達86.9%。在1949年2月14日，該會議更名為以色列議會（כנסת）。以色列地工人黨在這次選舉獲得最多議席。

## 外部連結
- Historical overview of the First Knesset （页面存档备份，存于） Knesset website （英語）
- Factional and Government Make-Up of the First Knesset （页面存档备份，存于） Knesset website （英語）